# Cancerilla tubulata
Cancerilla tubulata är en kräftdjursart som beskrevs av Dalyell 1851. Cancerilla tubulata ingår i släktet Cancerilla och familjen Cancerillidae. Arten är reproducerande i Sverige. Inga underarter finns listade i Catalogue of Life.